# Galium pterocarpum
Galium pterocarpum är en måreväxtart som beskrevs av Friedrich Ehrendorfer. Galium pterocarpum ingår i släktet måror, och familjen måreväxter. Inga underarter finns listade i Catalogue of Life.